# Rudnik Sivec
Rudnik Sivec (makedonska: Рудник Сивец) är en marmorgruva i Nordmakedonien.   Den ligger i kommunen Prilep, i den centrala delen av landet, 70 kilometer söder om huvudstaden Skopje. Rudnik Sivec ligger 863 meter över havet.
Terrängen runt Rudnik Sivec är kuperad. Närmaste större samhälle är Prilep, 8 kilometer söder om Rudnik Sivec.
Trakten runt Rudnik Sivec består i huvudsak av gräsmarker. Runt Rudnik Sivec är det ganska tätbefolkat, med 134 invånare per kvadratkilometer.